# Krimimarathon Berlin-Brandenburg
Der Krimimarathon Berlin-Brandenburg ist das größte Krimifestival in Berlin-Brandenburg.
Es fand zum ersten Mal 2010 statt, damals noch an nur einem einzigen Ort, dem Café und Restaurant Freiraum am Prenzlauer Berg. Der Name leitet sich von der damaligen mehrstündigen Veranstaltung mit mehreren Autoren ab. Initiiert und organisiert wurde der Berliner Krimimarathon von Stephan Hähnel. 2013 war er gemeinsam mit Patrick Baumgärtel, Inhaber der Schoneburg. Literaturagentur, der ab 2014 der alleinige Organisator ist, für das Festival verantwortlich. Das Festival wird unterstützt vom Syndikat, der Autorengruppe deutschsprachiger Kriminalliteratur. 
Der 2. Krimimarathon erweiterte das Festivals erheblich. Die Veranstaltung fand vom 28. bis 30. Oktober 2011 mit 24 von 29 Lesungen in zwölf Bezirken Berlins statt. Unterstützt wurde der Krimimarathon 2011 von Radio B Zwei, Echo Berlin, dem Syndikat und Sony. 
2012 organisierte Stephan Hähnel zusammen mit Anja Feldhorst den 3. Krimimarathon vom 9. bis 11. November. Dabei lasen 29 Krimiautoren, wie zum Beispiel -ky, Ella Danz, Claudia Puhlfürst, Veit Etzold und Beate Maxian, an 23 Orten in Berlin, wie beispielsweise in der Krimibuchhandlung Miss Marple, im Kulturhaus Spandau, in der Kulturküche Bohnsdorf, in der Polizeihistorischen Sammlung und im Sony Store im Sony Center. Unterstützer der Veranstaltung waren 2012 unter anderem wieder das Syndikat, Sony, Radio B Zwei, aber auch der Berliner Kurier und abw.
40 Krimiautoren nahmen beim 4. Krimimarathon 2013 teil, darunter waren Autoren wie Friedrich Ani, Oliver Bottini, Gregor Weber und Moritz Matthies. Die Zahl der Veranstaltungsorte wuchs auf 35 an. Unter anderem waren die Bayrische Landesvertretung, das Stadtbad Steglitz, das Waldorf Astoria, das Kriminaltheater und das Freudenhaus Hase dabei, aber auch Buchhandlungen wie Starick, Thalia und Pankebuch. Radio Paradiso, livekritik, Sony, das Syndikat, Thalia, der Berliner Kurier und der Goldmann Verlag waren einige der Unterstützer des Krimifestivals vom 22. bis 24. November. Organisiert wurde dieser Krimimarathon von Stephan Hähnel und Patrick Baumgärtel.
2014 gab es einen Krimimarathon, der vom 19. bis 23. November in Berlin und erstmals auch in Brandenburg unter dem Namen 5. Krimimarathon Berlin-Brandenburg stattfand, organisiert von Patrick Baumgärtel und dem Lesekultur Berlin e.V. Dabei waren 60 Autoren wie Horst Eckert, Wolfgang Schorlau, Elisabeth Herrmann und Gunnar Kunz. Gelesen wurde an Orten wie zum Beispiel dem Fernsehturm, dem Kaiserbahnhof Joachimsthal, den Stadtwerken Potsdam und dem Kongresshotel Potsdam. Die Eröffnungsfeier fand in der Hessischen Landesvertretung statt. 
2015 fand der Krimimarathon Berlin-Brandenburg mit 50 Autoren wie Bernhard Aichner, Friedrich Ani und Andrea Sawatzki statt. Die Eröffnungsfeier wurde in der Bayerischen Landesvertretung mit den Autoren Anton Leiss-Huber, Harry Kämmerer und Sabine Kornbichler begangen. Auf der Krimipreisträgerlesung lasen Manfred Rebhandl, Oliver Bottini und Petra Reski.
2016 fand der Krimimarathon vom 15.–20. November statt.

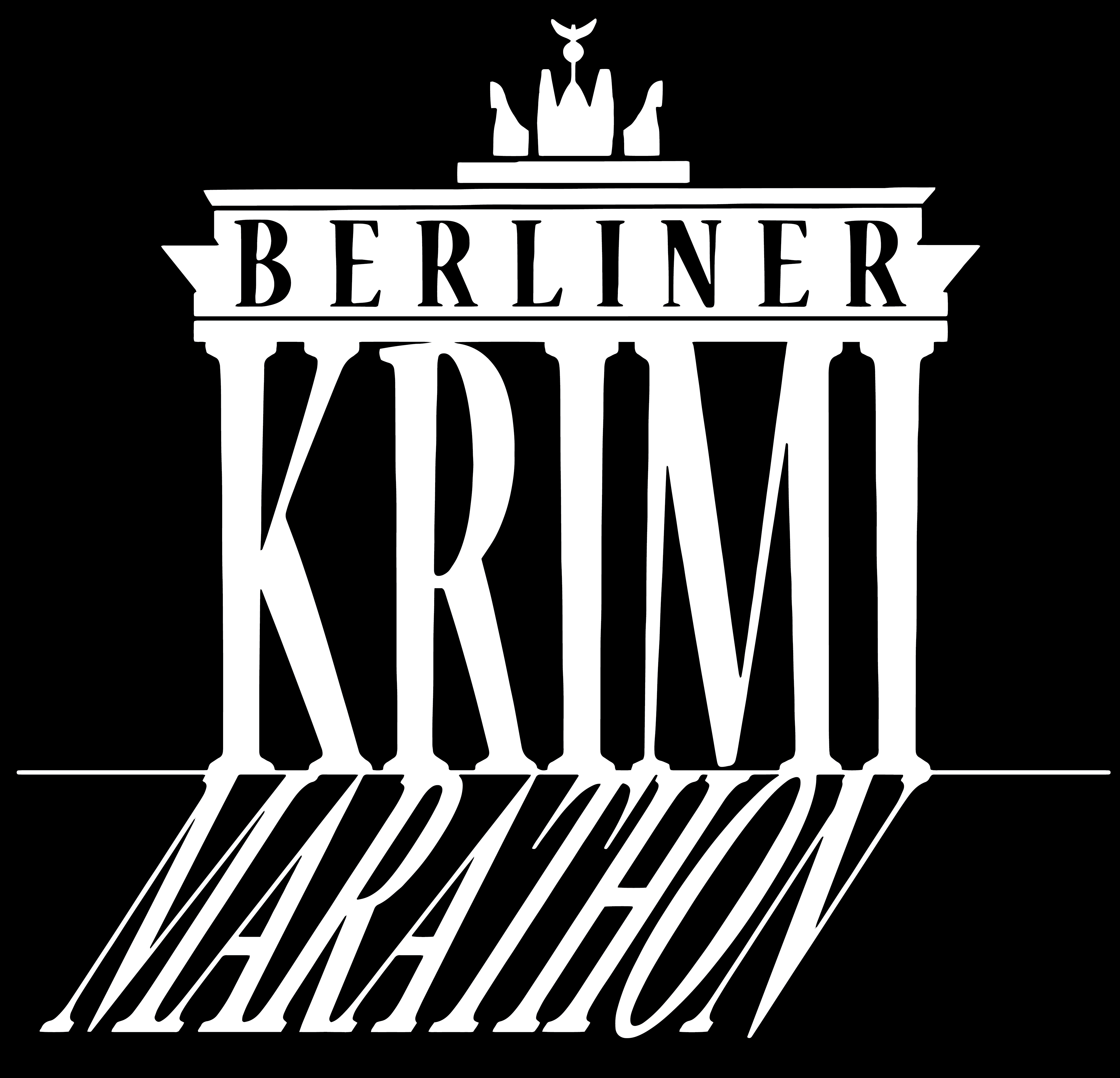
Berliner Krimimarathon Logo N
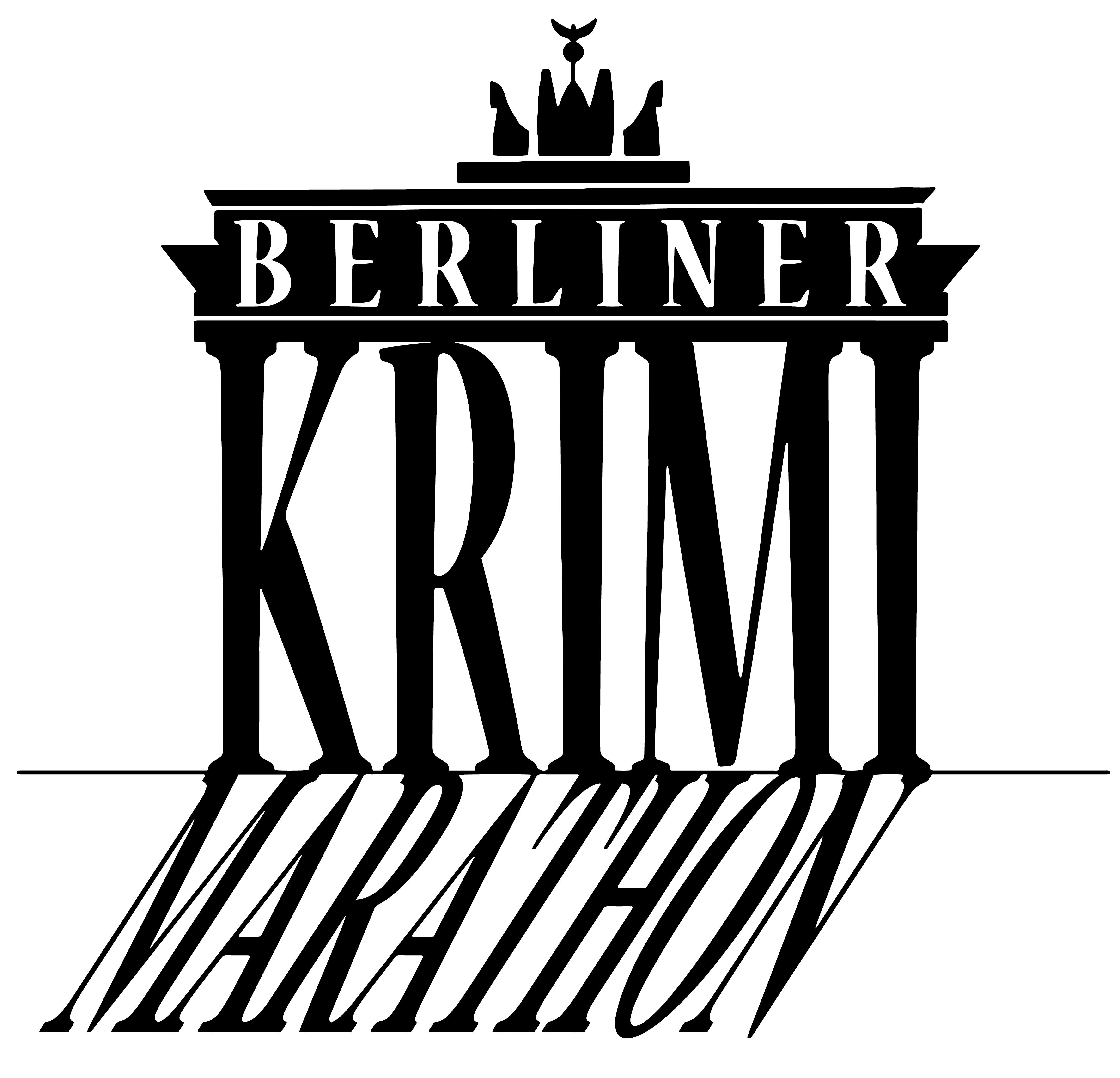
Logo Berliner Krimimarathon